# Tổ chức tài chính

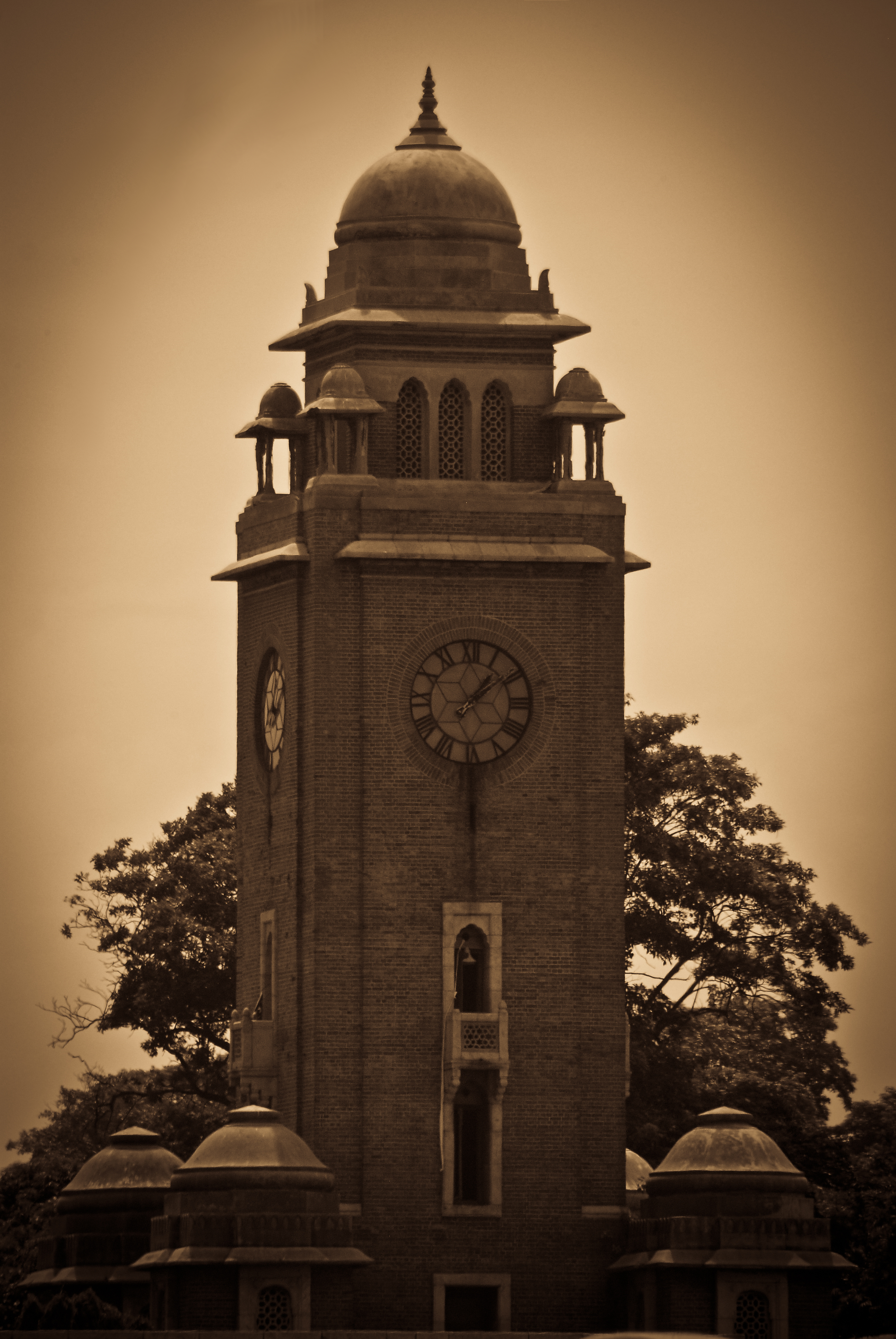
Ngân hàng Slate

Trong kinh tế học tài chính, tổ chức tài chính hay định chế tài chính là tổ chức có chức năng cung cấp các dịch vụ tài chính cho các khách hàng hoặc các thành viên. Có lẽ dịch vụ tài chính quan trọng nhất mà các tổ chức tài chính cung cấp là hoạt động như các trung gian tài chính. Phần lớn các tổ chức tài chính được đặt dưới sự kiểm soát chặt chẽ của nhà nước.
Theo định nghĩa rộng, có ba loại hình tổ chức tài chính chủ yếu: 
- Các tổ chức tài chính chấp nhận tiền gửi và cho vay, bao gồm các ngân hàng, quỹ tín dụng, quỹ thế chấp, các công ty quản lý các tài sản ủy thác hay vốn đầu tư (trust company), quỹ nhà ở (building society).
- Các công ty bảo hiểm và các quỹ hưu trí
- Các công ty môi giới chứng khoán, quỹ đầu tư ủy thác.
- Công ty tài chính là loại hình tổ chức tín dụng phi ngân hàng, với chức năng sử dụng vốn tự có, vốn huy động và các nguồn vốn khác để cho vay, đầu tư; cung ứng các dịch vụ tư vấn về tài chính, tiền tệ và thực hiện một số dịch vụ khác theo quy định của pháp luật, nhưng không được làm dịch vụ thanh toán, không được nhận tiền gửi dưới 1 năm.

## Hướng dẫn giải quyết tiêu chuẩn
Hướng dẫn thanh toán tiêu chuẩn (SSI) là các thỏa thuận giữa hai tổ chức tài chính cố định các đại lý tiếp nhận của từng đối tác trong một số loại giao dịch thông thường. Các thỏa thuận này cho phép các nhà giao dịch thực hiện giao dịch nhanh hơn vì thời gian được sử dụng để giải quyết các đại lý nhận được bảo tồn. Việc giới hạn người giao dịch với một SSI cũng làm giảm khả năng lừa đảo. SSI được các tổ chức tài chính sử dụng để tạo điều kiện thanh toán xuyên biên giới nhanh chóng và chính xác.

## Quy định
Các tổ chức tài chính ở hầu hết các quốc gia hoạt động trong một môi trường được kiểm soát chặt chẽ bởi vì họ là bộ phận quan trọng của nền kinh tế của các quốc gia, do sự phụ thuộc của các nền kinh tế vào họ để tăng cung tiền thông qua ngân hàng dự trữ phân đoạn. Cấu trúc điều tiết khác nhau ở mỗi quốc gia, nhưng thường liên quan đến quy định thận trọng cũng như bảo vệ người tiêu dùng và sự ổn định thị trường. Một số quốc gia có một cơ quan hợp nhất quy định tất cả các tổ chức tài chính trong khi các quốc gia khác có các cơ quan riêng cho các loại tổ chức khác nhau như ngân hàng, công ty bảo hiểm và môi giới.
Các quốc gia có các cơ quan riêng biệt bao gồm Hoa Kỳ, nơi các cơ quan quản lý chủ chốt là Hội đồng kiểm tra tổ chức tài chính liên bang (FFIEC), Văn phòng người chuyển tiền - Ngân hàng quốc gia, Tập đoàn bảo hiểm tiền gửi liên bang (FDIC) "không phải là thành viên" ngân hàng, Cơ quan quản lý tín dụng quốc gia (NCUA) - Công đoàn tín dụng, Cục dự trữ liên bang (Fed) - Ngân hàng "thành viên", Văn phòng giám sát tiết kiệm - Hiệp hội tiết kiệm và cho vay quốc gia, mỗi chính phủ thường điều chỉnh và điều lệ các tổ chức tài chính.
Các quốc gia có một cơ quan quản lý tài chính hợp nhất bao gồm: Na Uy với Cơ quan giám sát tài chính Na Uy, Đức với Cơ quan giám sát tài chính liên bang và Nga với Ngân hàng trung ương Nga.

## Ưu điểm
Ưu điểm của việc gây quỹ thông qua các tổ chức tài chính như sau:
1. Các tổ chức tài chính cung cấp tài chính dài hạn, không được cung cấp bởi các ngân hàng thương mại;
2. Các quỹ được cung cấp ngay cả trong thời kỳ trầm cảm, khi các nguồn tài chính khác không có sẵn;
3. Có được khoản vay từ các tổ chức tài chính làm tăng thiện chí của khoản vay trên thị trường vốn. Do đó, một công ty như vậy cũng có thể gây quỹ dễ dàng từ các nguồn khác;
4. Bên cạnh việc cung cấp vốn, nhiều trong số các tổ chức này cung cấp tư vấn và tư vấn tài chính, quản lý và kỹ thuật cho các công ty kinh doanh;
5. Vì việc trả nợ có thể được thực hiện thành nhiều đợt dễ dàng, điều đó không chứng tỏ là gánh nặng cho doanh nghiệp.